# Somatidia lineifera
Somatidia lineifera là một loài bọ cánh cứng trong họ Cerambycidae.